# Андреас Арцкеци
Андреас Арцкеци Паронтер (арм. Անդրեաս Արծկեցի Պարոնտեր, даты рождения и смерти неизвестны) — армянский поэт XVII века.
Биографические данные отсутствуют. Судя по имени, родился в Арцке (ныне Адилчеваз, в Турции). Известен по нескольким стихотворениям о людских радостях, весне и о скитальцах. Пользовался простым разговорным языком. Все сохранившиеся стихи написаны акростихом, часто пользовался макаронизмом.
Стихи
- «Песнь розы и соловья» (арм. Տաղ վարդի և պլպուլի) — Первые буквы строф составляют предложение "Это песня Адреаса" (ԱՆԴՐԷԱՍԻ ԵՐԳ Է).
- «Песнь застолья и веселья» (арм. Տաղ սեղանոյ և ուրախութեան) — Все 36 строф начинаются с соответствующих букв армянского алфавита.
- «Каждой весной» (арм. Ամէն գարնան) — Первые буквы строф составляют Андрэ. Вторые и четвёртые строки в каждой строфе написаны на турецком.
- «Песнь о скитальце» (арм. Տաղ ի վերայ ղարիպի) — Первые буквы строф составляют Андреас.
- «Песнь скитальца» (арм. Տաղ ղարիպի) — Первые буквы строф составляют Андреас. Вторые и четвёртые строки в каждой строфе написаны на турецком.

Рукописи, содержащие стихи Арцкеци
- Матенадаран, рукописи №№ 2339, 3751, 8274;
- Библиотека Венских мхитаристов, рукопись № 412;